# 滑雪

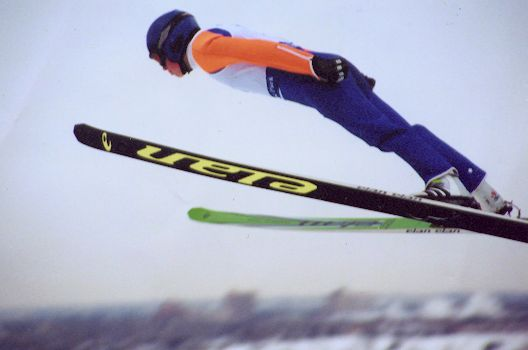
加拿大卡尔加里的一名滑雪者

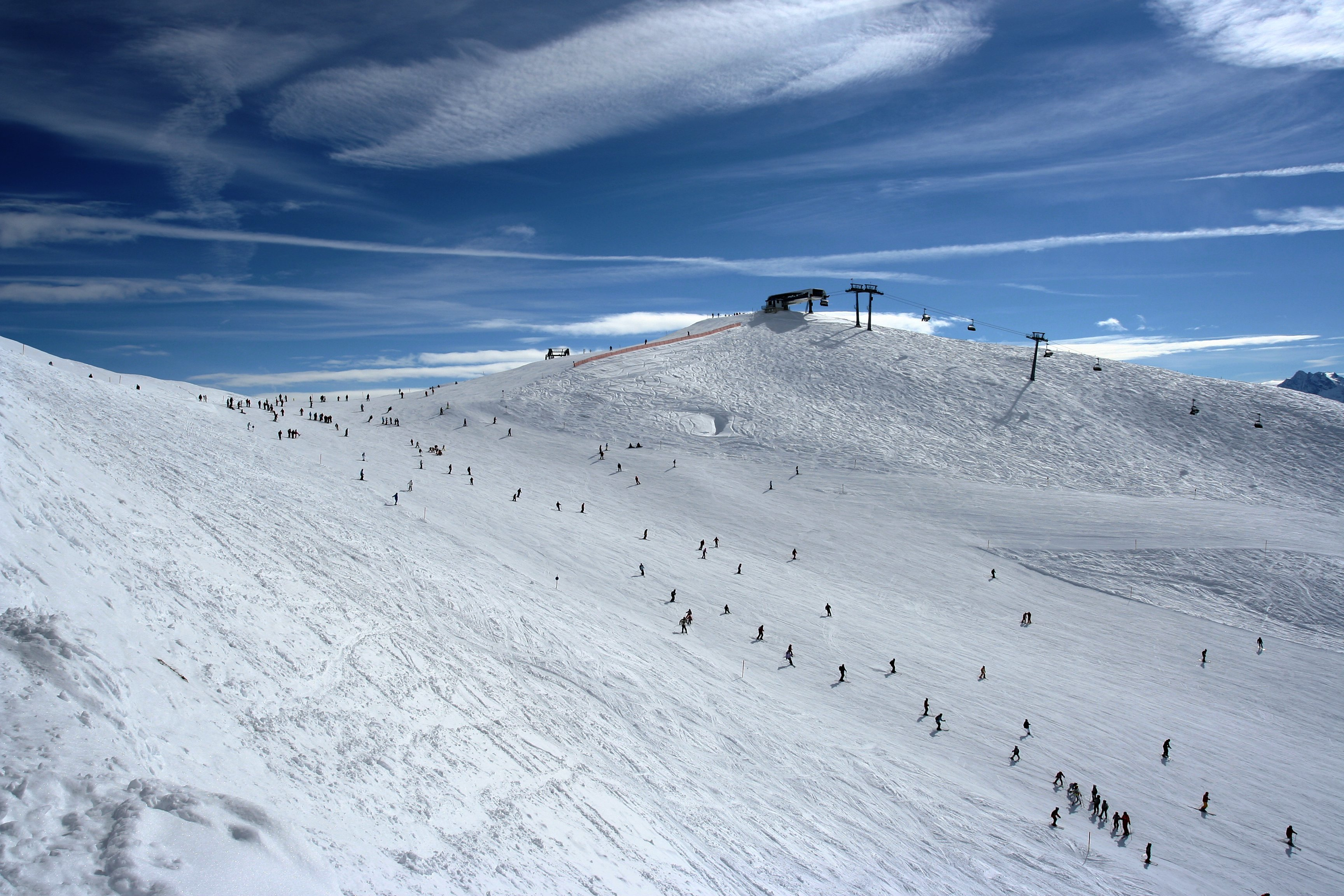
奥地利的拉斯特克盖尔滑雪场

滑雪是指利用滑雪板在雪地滑行的一种活动，最初是为了便于在冬季的雪地中出行，后来逐渐演变成一种冬季运动项目。滑雪和滑冰、滑水有相似之处，但是滑的表面不同。滑雪的英文名词“ski”本是一个挪威语词汇，源于古挪威语“skid”，意为小段木头。

## 历史
关于滑雪最古老的信息来自于考古发现：考古学家在俄罗斯北部发现了最古老的滑雪类物品碎片，可追溯至公元前6300-5000年。此外，还在中国阿尔泰区域发现了5000年前的绘画，表明原住民使用过滑雪板。
滑雪是人们为了在冬季进行旅行、交易、狩猎时便捷地在雪地上行走所发明的交通方式。在滑雪时，人们需要将靴子前端固定在滑雪板上，后端不固定，便于屈膝转弯及下坡时控制速度和方向，这种滑雪方式被称为北欧式滑雪。
由于北欧式滑雪的屈膝转弯动作不适用在路面陡峭的欧洲大陆，于是人们把靴子前后两端都固定在滑板上，在陡坡滑行时能够更有效地控制雪板。这种靴子两端都固定在滑雪板上的滑雪方式，后来被称作高山滑雪。靴子后端是否固定在滑雪板上，是北欧式滑雪和高山滑雪的重要区别。
十九世纪末，滑雪逐渐成为运动项目。于1924年霞慕尼冬季奥运会中，滑雪被列为正式比赛项目。在第二次世界大战时，奥地利及瑞士一带已经出现世界第一个滑雪度假村。

## 类型

### 北欧式滑雪
北欧式滑雪起源于挪威，历史可以追溯到大约5000年前，后传播至斯堪的纳维亚地区和俄罗斯。在1924年举行的首届冬季奥运会——霞慕尼冬奥会兴冬季奥运会中，北欧式滑雪就是正式的比赛项目。
双板滑雪的类型主要通过滑雪靴和滑雪板的固定方式进行区分。靴子前端固定在滑雪板上，后端不固定的被称为北欧式滑雪。前后端都固定在滑雪板上的被称为高山滑雪。

### 高山滑雪
高山滑雪也被成为滑降滑雪。起源于北极圈中生活的挪威人的打猎活动。后来传至北欧与俄罗斯等地。自1850年代普及至欧洲和美洲后，高山滑雪逐渐流行起来。在1936年加尔米施-帕滕基兴冬季奥运会中，高山滑雪成为了正式比赛项目。 。参加高山滑雪时，需要穿着专门的雪具，其特点是滑雪靴的鞋头和鞋跟需要固定在滑雪板上。

### 单板滑雪
单板滑雪是一种相对较新的滑雪方式。最早在1960年代的美国开始发展。之后的十年，单板滑雪开始收获大量关注，一些冲浪手、滑板手也参与其中。1980年，单板滑雪已经成为全美流行的运动方式。在1998年长野冬季奥运会上，单板滑雪首次登上奥运赛场。
除了上述3种滑雪类型以外，还有自由式滑雪和泰勒马克式滑雪等滑雪类型。

## 滑雪装备
滑雪通常需要以下装备：
- 滑雪板
- 滑雪靴（英语：Ski boot）
- 滑雪服（英语：Ski suit）
- 滑雪镜
- 滑雪手套
- 滑雪杖
- 滑雪頭盔（英语：Ski helmet）

## 相关赛事

### 冬季奥运会
冬季奥运会每4年举行一次。从1924年的首届冬季奥运会开始，滑雪就是正式的比赛项目。冬季奥运会是覆盖滑雪种类最多的赛事，在1936年和1988年的冬季奥运会中，又分别增加了高山滑雪和单板滑雪项目。

### 高山滑雪世界锦标赛
高山滑雪世界锦标赛是由国际滑雪联合会（FIS）举办的滑雪比赛，每2年举办一次，首届锦标赛举办于1931年。

### 滑雪世界杯
滑雪世界杯每年举办一次，首届世界杯于1967年在西德贝希特斯加登举办。滑雪世界杯通常是在多个滑雪场地巡回比赛，赛程较长，运动员需要在全年都保持较好的状态，更加考验运动员的实力。因此世界杯也被认为是高山滑雪界最为重要的比赛。